# Pseudopecoeloides
Pseudopecoeloides är ett släkte av plattmaskar. Pseudopecoeloides ingår i familjen Opecoelidae.
Kladogram enligt Catalogue of Life:
| Pseudopecoeloides | \| \| Pseudopecoeloides carangis \| \| \| \| \| \| Pseudopecoeloides equesi \| \| \| \| |
|                   | \| \| Pseudopecoeloides carangis \| \| \| \| \| \| Pseudopecoeloides equesi \| \| \| \| |
|                   | Pseudopecoeloides carangis                                                              |
|                   |                                                                                         |
|                   | Pseudopecoeloides equesi                                                                |
|                   |                                                                                         |